# حركة الاستعادة

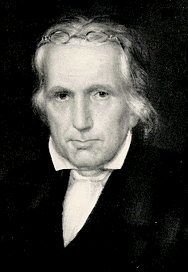

حركة الاستعادة (المعروفة أيضًا باسم حركة الاستعادة الأمريكية أو حركة ستون كامبل، أو على سبيل التحقير بكامبلييزم) هي حركة مسيحية بدأت على حدود الولايات المتحدة خلال الصحوة الكبرى الثانية (1790-1840) في أوائل القرن التاسع عشر. كان رواد هذه الحركة يسعون إلى إصلاح الكنيسة من الداخل، وقد سعوا إلى «توحيد جميع المسيحيين في هيئة واحدة على غرار كنيسة العهد الجديد».
تطورت حركة الاستعادة من عدة جماعات مستقلة تابعة للإحياء الديني الذي كان يجسد المسيحية المبكرة. كانت هناك أهمية خاصة لجماعتين قامتا، على نحو مستقل، بوضع اتجاهات مماثلة للعقيدة المسيحية. بدأت الأولى، بقيادة بارتون دبليو. ستون، في كين ريدج، ولاية كنتاكي، وعُرفت باسم «المسيحيون». وبدأت الثانية في بنسلفانيا الغربية وفرجينيا (الآن فرجينيا الغربية) بقيادة توماس كامبل وابنه ألكسندر كامبل، وكلاهما تلقيا تعليمهما في اسكتلندا؛ وقد استخدما في نهاية المطاف اسم «تلاميذ المسيح». سعى الفريقان إلى ردّ الكنائس المسيحية بكاملها، استنادًا إلى أنماط بارزة وواضحة؛ منصوص عليها في العهد الجديد، واعتقدا كلاهما أن العقائد أبقت على المسيحية منقسمة. في سنة 1832، اندمج الفريقان في حركة واحدة، وجرى إضفاء الطابع الرسمي على ذلك بمصافحة بين بارتون دبليو. ستون وجون سميث.
توحدت الجماعتان في جملة أمور، وهي: الاعتقاد بأن يسوع هو المسيح، ابن الله؛ وأن يحتفل المسيحيون بعشاء الرب في اليوم الأول من كل أسبوع؛ وأن معمودية المؤمنين الراشدين بالتغطيس في الماء شرط ضروري للخلاص. استخدم المؤسسون الأسماء الإنجيلية لأتباع يسوع، بسبب رغبتهم في التخلي عن جميع التسميات الطائفية. عززت الجماعتان فكرة العودة إلى مقاصد كنائس القرن الأول مثلما يصفها العهد الجديد. زعم أحد مؤرخي الحركة أن الحركة كانت، في المقام الأول، حركة وحدة (مسكونية)، وأن فكرة الاستعادة قد لعبت دورًا ثانويًا.
منذ ذلك الحين، انقسمت حركة الاستعادة إلى عدة جماعات منفصلة. الجماعات الرئيسية الثلاث هي: كنائس المسيح، الكنيسة المسيحية (تلاميذ المسيح)، والكنائس المسيحية/ كنيسة المسيح المستقلة. بالإضافة إلى ذلك، هناك كنائس المسيح الدولية، والكنيسة المسيحية الدولية، وكنائس المسيح في أوروبا، والكنيسة المسيحية الإنجيلية في كندا وكنائس المسيح في أستراليا. يصف البعض الانقسامات في الحركة بأنها ناتجة عن التوتر بين أهداف الاستعادة وأهداف المسكونية: فكنائس المسيح والكنائس المسيحية/ كنيسة المسيح المستقلة؛ أصرت على التأكيد على الاستعادة، في حين أن الكنيسة المسيحية (تلاميذ المسيح)؛ قد أصرت على التأكيد على المسكونية.

## نظرة عامة على المؤثرات
في أواخر القرون الوسطى، دعا المنشقون مثل جون ويكليف ويان هوس إلى استعادة شكل أولي من أشكال المسيحية، ولكنهم كانوا يعملون على نحو مستتر. نتيجة لذلك، يصعب العثور على أي صلات مباشرة بين هؤلاء المنشقين الأوائل وحركة الاستعادة.
بدءًا من عصر النهضة، تصبح الجذور الفكرية أسهل تمييزًا. كان التشديد على مبدأ «الأسفار المقدسة وحدها» يشكل لب عملية الإصلاح. وقد شكل هذا، إلى جانب التشديد على حق الأفراد في قراءة الكتاب المقدس وتفسيره بأنفسهم، والاتجاه المعني بالحد من الطقوس الدينية في العبادة، جزءًا من الخلفية الفكرية لزعماء حركة الاستعادة المبكرة. ساهم فرع حركة الإصلاح، ممثلًا في هولدريخ زوينكلي وجان كالفن، في التشديد على «استعادة أشكال وأنماط الكتاب المقدس».
قدمت عقلانية جون لوك تأثيرًا آخر. وردًّا على ربوبية اللورد هربرت، بحث لوك عن طريقة لمعالجة الانقسام الديني والاضطهاد دون التخلي عن الكتاب المقدس. وللقيام بذلك، اعترض لوك على حق السلطة في فرض المعتقدات الدينية، ثم لجأ إلى الكتاب المقدس لتقديم مجموعة من المعتقدات التي يمكن أن يتفق عليها جميع المسيحيين. كانت التعاليم الأساسية التي اعتبرها لوك ضرورية هي الاعتقاد في المسيح يسوع وفي الوصايا المباشرة له. وبإمكان المسيحيين الالتزام، بكل إخلاص، بالتعاليم الأخرى للكتاب المقدس، ولكن في رأي لوك، كانت هذه التعاليم غير ضرورية، ولا ينبغي أبدًا للمسيحيين أن يتقاتلوا عليها أو يحاولوا فرضها على بعضهم البعض. بخلاف البيوريتانيين وحركة الاستعادة اللاحقة، لم يدعُ لوك إلى استعادة منهجية للكنيسة الأولى.
كان استعادة كنيسة نقية «أولية» تصلح لأن تكون طائفة رسولية؛ أحد الأهداف الأساسية لمذهب البيوريتانيين الإنجليز. كان لهذا المفهوم تأثير حاسم في تطور مذهب البيوريتانيين في أميركا الاستعمارية. وقد وُصفت بأنها «أقدم حركة مسكونية في أمريكا»:
«تُعتبر كلا الوثائق التأسيسية الكبرى للحركة؛ مسكونية على نحو أصيل، ففي كتاب «الوصية الأخيرة وعهد مشيخية سبرينغفيلد» (1804)، قام بارتون ستون وزملاؤه من الإحيائيين بحل علاقتهم الحصرية بالمشيخية، رغبة منهم في «الاتحاد مع جسد المسيح ككل». بعد خمس سنوات، كتب توماس كامبل في كتاب «شرعة وخطاب الجمعية المسيحية في واشنطن» (1809) «إن كنيسة المسيح على الأرض هي في الأساس، وعلى نحو مؤسسي، وعن عمد، كنيسة واحدة».»
خلال الصحوة الكبرى الأولى، نشأت حركة بين المعمدانيين المعروفين بالمعمدانيين المنفصلين. كان من بين مواضيع الحركة: رفض العقائد و«الحرية في الروح». رأى المعمدانيون المنفصلون أن الكتاب المقدس هو «المعيار والقاعدة المثالية» للكنيسة. ولكن في حين أنهم لجأوا إلى الكتاب المقدس بحثًا عن نمط هيكلي للكنيسة، لم يصرّوا على اتفاق كامل بشأن تفاصيل هذا النمط. نشأت هذه الجماعة في نيو إنغلاند، لكنها كانت، على نحو خاص، قوية في الجنوب، حيث ازداد من ناحية القوة؛ التركيز على نمط الكتاب المقدس للكنيسة. في النصف الأخير من القرن الثامن عشر، ازداد عدد المعمدانيين المنفصلين على الحدود الغربية لكنتاكي وتنيسي، حيث نشأت لاحقًا حركة ستون وحركة كامبل. ساعد نشوء وتطور المعمدانيين المنفصلين في الحدود الجنوبية على تمهيد الطريق لحركة الاستعادة. كان أعضاء كل من جماعتي «ستون» و«كامبل» يستعينون بشدة بصفوف المعمدانيين المنفصلين.  
ساهمت الاستعادة المعمدانية المستقلة أيضًا في تطور ونشوء اللاندماركية المعمدانية؛ وذلك في نفس المنطقة وفي نفس الوقت تقريبًا التي نشأت فيها حركة استعادة ستون كامبل. تحت قيادة جيمس روبنسون غريفز، أرادت هذه الجماعة تحديد مخطط دقيق للكنيسة الأولية، معتقدين بأن أي انحراف عن هذا المخطط من شأنه منع أي شخص من أن يكون جزءًا من الكنيسة الحقيقية.
إزدادت فكرة استعادة الشكل «الأولى» للمسيحية في الولايات المتحدة بعد الثورة الأميركية. وقد ساهمت تلك الرغبة باستعادة شكل نقي من المسيحية؛ في تطور ونشوء العديد من الفرق خلال هذه الفترة، والتي عُرفت باسم الصحوة الكبرى الثانية. شمل ذلك نشوء كنيسة قديس اليوم الأخير، والكنيسة المعمدانية والشيكرز(مجتمع المؤمنين الموحَّد بالظهور الثاني للمسيح).
بدأت حركة الاستعادة خلال هذه الصحوة الثانية، وتأثرت بها إلى حد كبير. وفي حين قاوم أتباع كامبيل ما اعتبروه تلاعبًا روحيًا في الاجتماعات الدينية، فإن المرحلة الجنوبية من الصحوة مثلت «منشئًا هامًا لحركة إصلاح بارتون ستون» وشكلت التقنيات الإنجيلية التي استخدمها كل من ستون وأتباع كامبيل.
كان جيمس أوكيلي من أوائل المناصرين للسعي نحو الوحدة من خلال العودة إلى مسيحية العهد الجديد. في عام 1792، افترق أوكيلي عن الكنيسة الأسقفية الميثودية، بسبب استيائه من دور الأساقفة في الكنيسة. كانت حركة أوكيلي، التي كانت متمركزة في ولاية فرجينيا وولاية كارولينا الشمالية، تُدعى في الأصل بـ«الميثوديين الجمهوريين». وفي عام 1794 اعتمدوا اسم الكنيسة المسيحية.
خلال الفترة نفسها، قاد إلياس سميث من ولاية فيرمونت، وأبنير جونز من ولاية نيوهامبشير؛ حركة تتبنى وجهات نظر مماثلة لوجهات نظر أوكيلي. كانوا يعتقدون بأنه من الممكن للأفراد، من خلال قراءة الكتاب المقدس فقط، أن يكونوا، ببساطة، مسيحيين دون التقيد بالتقاليد البشرية وبالطوائف التي جلبها المهاجرون من أوروبا.